# SV Salamander Kornwestheim
Der SV Salamander Kornwestheim ist ein Sportverein aus Kornwestheim in Baden-Württemberg. Der Verein entstand im Sommer 2006 durch die Verschmelzung des 1902 gegründeten 1. FV Salamander Kornwestheim, des 1894 gegründeten TV Kornwestheim und der ESG Kornwestheim. Erfolgreichste Abteilungen des Großvereins sind die aus dem FVK hervorgegangenen Leichtathleten und Fußballer sowie die vormals im TVK beheimateten Handballer und Eishockeyspielerinnen. Er hat (Stand: 2019) 7.000 Mitglieder.
Darüber hinaus verfügt der Verein über die Abteilungen Aikidō, American Football, Badminton, Eiskunstlauf, Faustball, Kunstspringen, RC-Car, Seniorensport, Schwimmen, Sport in Herzgruppen, Tennis, Tischtennis, Turnen, Unihockey, Volleyball, Wasserball sowie Breitensport und Gymnastik.

## Geschichte
Unter enormem Aufwand und der Hilfe eines Bürgers in Kornwestheim, der seinen Garten als Turnhallenersatz zur Verfügung stellte, wurde der SV Salamander Kornwestheim im Jahr 1894 als Turnverein (damals Turnverein Kornwestheim 1894 e. V.) gegründet. Bereits vier Jahre später erwarb der Verein seine eigene Sportstätte in Kornwestheim.
1902 wurde der 1. FV Salamander 1902 Kornwestheim e. V. (FVK) gegründet, zunächst als Fußballverein der Arbeiterschaft der Salamander-Werke in Kornwestheim. Obwohl der FVK einige Fußballerfolge feierte, verdankt er seinen Ruf der später gegründeten Leichtathletik-Abteilung unter der Leitung von Hanspeter Sturm, die viele nationale und internationale Erfolge errang.
1928 wurde die Eisenbahner-Sport-Gemeinschaft Blauweiß Kornwestheim e. V. (ESG) gegründet und ließ sich in der Jahnstraße nieder. Der Fußball stand auch hier im Vordergrund, seine ersten großen Erfolge schreibt die ESG jedoch im Kunstkraftsport.
Der Turnverein Kornwestheim hingegen ist der Verein des Bürgertums. Nach Kriegsende im Jahr 1945 fand er auf dem Gelände der Schillerschule eine neue Heimat und 1965 in der Bogenstraße, wo noch heute die Geschäftsstelle des SVK im FunSportZentrum ist.
Als der Verein auf 5000 Mitglieder angewachsen war, kam es 2006 zur Verschmelzung des Turnvereins Kornwestheim mit dem FV Salamander Kornwestheim und der Eisenbahner-Sport-Gemeinschaft Kornwestheim zum SV Salamander Kornwestheim 1894 e. V. Alle sportlichen Aktivitäten der drei früheren Stammvereine wurden durch die Verschmelzung in einem Großverein gebündelt. Der heutige SV Salamander Kornwestheim 1894 e. V. mit aktuell mehr als 7000 Mitgliedern gehört zu den fünf größten Vereinen in Baden-Württemberg. Sein Angebot umfasst neben den Ballsportarten (Fußball, Handball, Volleyball und Beachvolleyball, Wasserball, American Football, Faustball, Tennis, Tischtennis, Badminton, Squash) auch Aikido und Karate, Bowling, Cheerleading, Einrad, Gymnastik, Leichtathletik, Schwimmen mit Kunstspringen, Tanzen und Turnen. Es reicht von Prävention und Rehabilitation mit Reha-Sport, Behindertensport, medi-aktiv, Seniorensport, Sport in Herzgruppen und Sport nach Krebs bis zum Breiten-, Leistungs- und Freizeitsport.

## Leichtathletik
Die für das LAZ Salamander Kornwestheim-Ludwigsburg startenden Leichtathleten des Vereins errangen zahlreiche deutsche Meisterschaften und Europameisterschaften. Darüber hinaus stellte der Verein auch einige Teilnehmer an den Olympischen Spielen.

### Mannschaftserfolge
- Bundesliga-Mannschaftstitel 1993
- Deutscher Meister in der 4-mal-100-Meter-Staffel 1999 (Thorsten Schulz, Patrick Schneider, Mike Höschele, Christian Schacht)
- Deutscher Meister in der 4-mal-100-Meter-Staffel 2001 (Alexander Richling, Christian Schacht, Tobias Unger, Florian Gamper)

### Bekannte Sportler
- Dietmar Haaf (Olympiateilnehmer 1992 in Barcelona)
- Stéphane Franke (Olympiateilnehmer 1992 in Barcelona und 1996 in Atlanta)
- Peter Klein (Olympiateilnehmer 1984 in Los Angeles und 1988 in Seoul)
- Jürgen Evers (Olympiateilnehmer 1984 in Los Angeles)
- Jürgen Koffler (Olympiateilnehmer 1984 in Los Angeles)
- Maren Gang-Schröder (Olympiateilnehmerin 1976 in Montreal)
- Willi Maier (Olympiateilnehmer 1976 in Montreal)
- Günther Lohre (Olympiateilnehmer 1976 in Montreal)
- Walter Adams (Olympiateilnehmer 1968 in Mexiko-Stadt und 1972 in München)
- Karl-Peter Schmidtke (Olympiateilnehmer 1968 in Mexiko-Stadt)
- Karin Frisch (dreifache Medaillengewinnerin bei Leichtathletik-Europameisterschaften und Sportlerin des Jahres 1966, Olympiateilnehmerin 1968 in Mexiko-Stadt)
- Peter Gamper (Europameister 4 × 100 m, Bronze über 100 m – 1962 in Belgrad)
- Tobias Unger (Olympiateilnehmer, 7. über 200 m, 2008, 2012)
- Fabian Schulze (4. Stabhochsprung Halleneuropameisterschaften 2006 in Moskau)
- Peter Esenwein (Olympiateilnehmer 2004 in Athen)

## Fußball
Der zunächst als reiner Fußballverein entstandene FV Kornwestheim wurde 1902 gegründet. Im Jahre 1920 gelang der Aufstieg der Fußballmannschaft in die höchste württembergische Amateurklasse. In der Zeit nach dem Zweiten Weltkrieg spielte der Verein in den 1950er und 1960er Jahren viele Spielzeiten in der 1. Amateurliga. Hier konnte mit dem Gewinn der Nord-Württembergischen Amateurmeisterschaft 1961 (4:2 im Entscheidungsspiel gegen den VfL Sindelfingen) der bislang größte Erfolg im Fußballbereich gefeiert werden. Mit dem Abstieg aus der 1. Amateurliga im Jahr 1969 verabschiedete sich der FV Salamander Kornwestheim aus dem überregionalen Fußball. Von 2013 bis 2016 und in der Saison 2017/18 spielte der Verein in der Landesliga.

### Erfolge
- Amateurmeister Nord-Württemberg 1961
- Bezirkspokalsieger Enz/Murr 2005, 2006
- Bezirksligameister Enz/Murr und Aufstieg in die Landesliga 2014, 2017 und 2019

### Bekannte Spieler
- Rolf Geiger (später beim VfB Stuttgart, und deutscher Nationalspieler)
- Ralf Forster, Stuttgarter Kickers
- Eberhard Pfisterer (später beim VfB Stuttgart)

## Handball

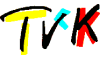
Logo des ehemaligen TV Kornwestheim

Die 1. Männermannschaft des TV Kornwestheim schaffte 1999 den Aufstieg in die 2. Bundesliga Süd und spielte dort sieben Jahre lang in ununterbrochener Folge unter diesem Namen. Zur Saison 2006/07 wurde gemeinsam mit dem benachbarten Ligarivalen TSG Oßweil die Spielgemeinschaft SG HBR Ludwigsburg begründet, diese wurde jedoch vom TV Kornwestheim nach einem Jahr bereits wieder gelöst. Die Nachfolge der HBR in der zweiten Handball-Bundesliga sollte der TVK-Nachfolger SV Salamander Kornwestheim antreten, während die TSG Ludwigsburg-Oßweil zur Saison 2007/08 in der fünfthöchsten Spielklasse (Württembergliga) antrat.
Der SV Salamander übernahm die Lizenz und sollte unter der Bezeichnung SVK Salamander Stuttgart in der Stuttgarter Porsche-Arena an den Start gehen. Nach den Experimenten SG Stuttgart/Scharnhausen, SG Göppingen/Scharnhausen und VfL Pfullingen/Stuttgart war dies bereits der vierte Versuch, Bundesliga-Handball in Stuttgart zu etablieren. Die TVK Marketing & Management GmbH & Co. KG, die im Besitz der Bundesliga-Lizenz war, beantragte jedoch am 12. Juli 2007 das Insolvenzverfahren, woraufhin die Stadt Stuttgart die Verträge mit dem Verein kündigte. Gut eine Woche nach Beginn des Verfahrens teilte der Insolvenzverwalter mit, dass keine Sanierungschance mehr bestehe. Der Spielbetrieb der ersten Herrenmannschaft in der 2. Bundesliga musste daher eingestellt werden. Die bisherigen Spieler erhielten die sofortige Freigabe für einen Vereinswechsel. Der Verein wurde in die Landesliga zurückversetzt.
In der Saison 2012/13 stieg die Mannschaft in die 3. Liga auf. In der Saison 2015/16 belegte die Herrenmannschaft den vorletzten Platz in der 3. Liga und stieg in die Oberliga ab. Ein Jahr später gelang Kornwestheim der sofortige Wiederaufstieg.
Die männlichen Kornwestheimer Jugendmannschaften sind leistungsorientiert und fördern viele Talente zu Tage. In ihren Reihen sind einige HVW-Spieler und auch Jugendnationalspieler zu finden. Zum Beispiel wechselte Peter Jungwirth zur Saison 2007/08 zum Bundesligisten SC Magdeburg und ein Jahr später zur HSG Wetzlar, ebenso wie Timo Salzer, der auch aus der Kornwestheimer Talentschmiede kommt. Felix Schmidl stand unter anderem beim TV Bittenfeld sowie beim spanischen Erstligisten Frigorificos del Morrazo Cangas im Tor. Valentin Weckerle spielte ebenfalls für den TV Bittenfeld. Auch Pierre Freudl kam aus der Kornwestheimer Jugend.

## American Football und Cheerleading
Die Kornwestheim Cougars wurden 1992 gegründet, damals noch unter dem Namen Pleidelsheim Crowds. Der Anschluss an den damaligen TV Kornwestheim erfolgte 1995. Den größten Erfolg errangen die Cougars im Jahr 2002, als der Aufstieg in die Regionalliga gelang. Aktuell spielen sie in der Landesliga Baden-Württemberg. 2019 fand das erste Spiel der Cougars im Städtischen Stadion Kornwestheim vor knapp 700 Zuschauern statt, nachdem die Jahre zuvor ausschließlich auf dem Rasenplatz an der Osthalle gespielt wurde. Im Zuge dessen sicherten sie sich den Klassenerhalt und werden somit auch 2020 in der Landesliga spielen.
Bis 2017 bestand in der Jugendarbeit eine Spielgemeinschaft mit den Stuttgart Silver Arrows. Nach deren Ende hat die Abteilung eine eigenständige Jugendarbeit aufgebaut und 2019 den Ligabetrieb wieder aufgenommen, in der Landesliga Flagfootball U15.
Die Abteilung beheimatet ebenfalls Cheerleading-Teams, die Wildcats (Erwachsene) und Candycats (Jugend). Zusammen mit den Cheerleadern der Cheerfamly Ludwigsburg bilden sie die Cheergemeinschaft WildStars bzw. CandyStars, mit der sie bei den Landesmeisterschaften Baden-Württemberg antreten. Dort gelang den WildStars 2019 der 3. Platz, womit die Cheergemeinschaft auch bei der Deutschen Meisterschaft teilnehmen durfte.

## Eishockey
Das seit 1998 am Ligabetrieb teilnehmende Team der Lady Kodiaks Kornwestheim spielte seit der Saison 1999/2000 in der Fraueneishockey-Bundesliga und konnte von 2001 bis 2004 den deutschen Meistertitel erringen. In der Spielzeit 2005/06 wurde die Mannschaft Dritter. Im Oktober 2007 wurde die Mannschaft vom Spielbetrieb abgemeldet.
Die Herrenmannschaft der Kodiaks, die zuletzt 2005/06 an der – viertklassigen – Baden-Württemberg-Liga teilnahm, nahm nach einer Saison ohne Teilnahme in der Saison 2007/08 bis zum Brand im Dezember 2007 in der Eissporthalle wieder an der – fünftklassigen – Landesliga Baden-Württemberg teil. Danach wurde die Mannschaft erneut vom Spielbetrieb abgemeldet.
Neben den Nachwuchsmannschaften, die zur Saison 2008/09 nicht mehr zum Spielbetrieb gemeldet worden sind, gab es unter dem Dach des SV Kornwestheim die hobbymäßig organisierte Alte Herren-Mannschaft Old and Wilds und die mit dem SV Kornwestheim zusammenarbeitende hobbymäßig organisierte Mannschaft des ERC Icedivers aus Stuttgart.

### Spielstätte
Spiel- und Trainingsstätte war die vom Verein betriebene Eissporthalle Kornwestheim. Im Dezember 2007 wurde diese nach einem Brand in einem Nebengebäude stillgelegt und 2009 schließlich nach langen Diskussionen abgerissen.

### Erfolge der Frauenmannschaft
- Deutscher Eishockeymeister der Frauen: 2001, 2002, 2003, 2004

### Bekannte Sportlerinnen
- Sabine Rückauer (Neunfache Deutsche Meisterin, Teilnehmerin an den Olympischen Spielen 2002)
- Kathrin Lehmann (Dreifache Deutsche Meisterin, Teilnehmerin an den Olympischen Spielen 2006 in Turin)
- Sandra Westrich (Achtfache Deutsche Meisterin)
- Stephanie Kürten (Achtfache Deutsche Meisterin, Teilnehmerin an den Olympischen Spielen 2002 und 2006)

## SVK FunSportZentrum
1996 eröffnete der SV Salamander Kornwestheim seine multifunktionale Sportanlage für SVK-Mitglieder und Gäste in Kornwestheim – das SVK FunSportZentrum oder auch „FUN“. Es gehört zu einem der ersten multifunktionalen Sportzentren Deutschlands und stellt ein Meilenstein für den Verein dar. Auf über 4000 m² haben Besucher die Möglichkeit, sich auf verschiedenste Art und Weise zu bewegen, Sport zu treiben und sich fit und gesund zu halten.
Die Angebote im Haus umfassen u. a.:
- Fitness- und Gesundheitsstudio
- Fitness-Kurse
- Wellness
- Klettern
- Squash
- Badminton
- Beachvolleyball
- Fun-Court (Fußball, Basketball)